# Danziger Straße

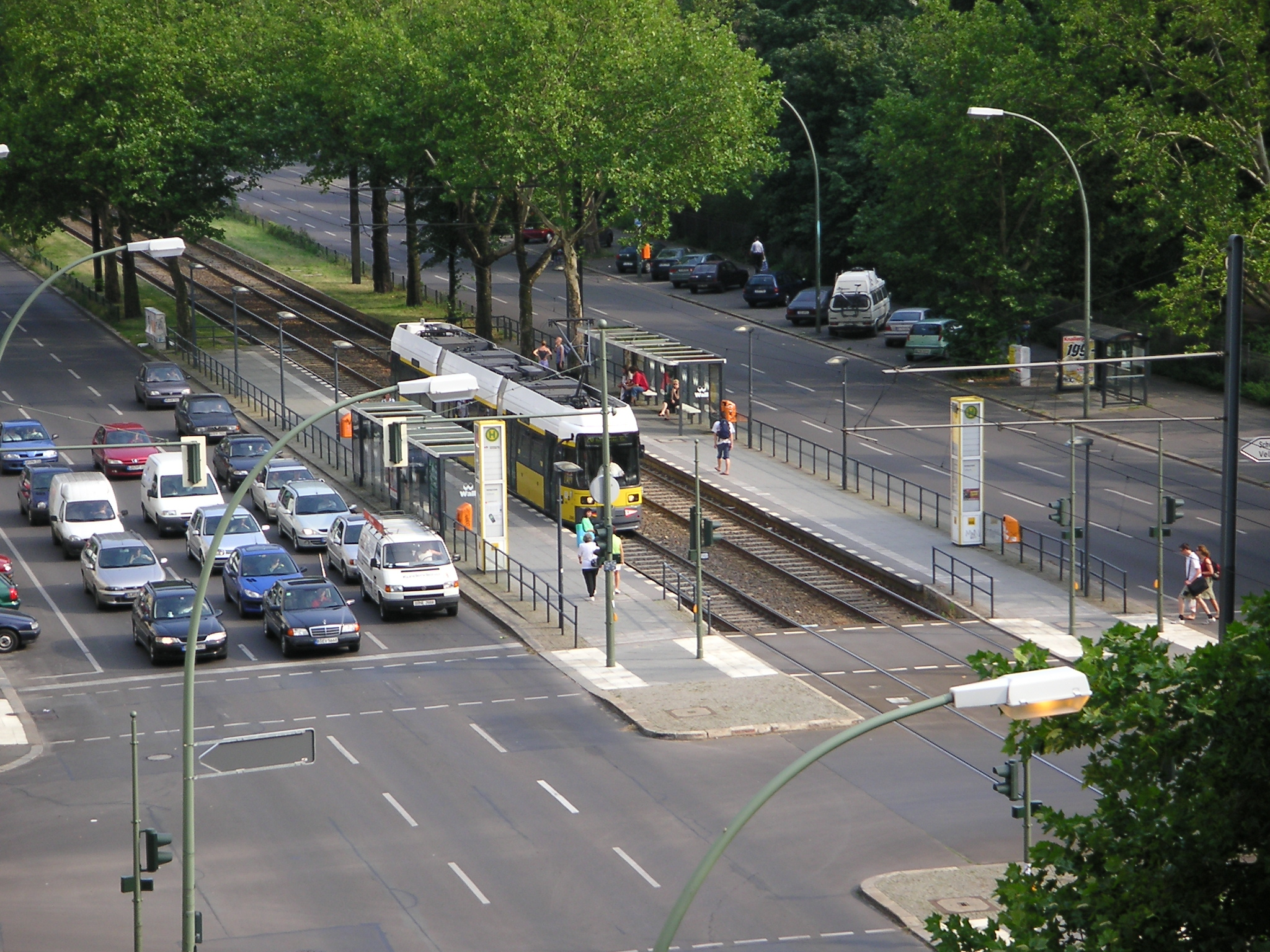
Danziger Straße desde el Volkspark Friedrichshain.

Danziger Straße es una calle de Berlín, en el distrito de Prenzlauer Berg y Friedrichshain. Forma parte de la autopista federal (Bundesstraße) B96a. Constituye una importante conexión del noreste de Berlín con el centro de la ciudad.
Danziger Straße comienza en el distrito de Prenzlauer Berg, en el cruce con la Schönhauser Allee; transcurre paralelamente a lo largo de la Prenzlauer Allee, y la Greifswalder Straße. Como punto de referencia, entre estas dos avenidas se encuentra el Ernst-Thälmann-Park. Esta calle termina en la intersección con la Landsberger Allee, en el distrito de Friedrichshain. 
Fue realizada en 1822 como una calle que conectaba entre las diversas salidas de Berlín. Desde 1950 a 1992 tuvo el nombre de Dimitroffstraße, en recuerdo del líder comunista búlgaro Georgi Dimitrov.
El nombre de la calle viene de la ciudad polaca de Gdansk, en alemán llamada Danzig.
- Datos: Q314207
- Multimedia: Danziger Straße (Berlin-Prenzlauer Berg) / Q314207